# Eisenbahnunfälle von Ratu Jaya
Bei den Eisenbahnunfällen von Ratu Jaya handelt es sich um zwei Eisenbahnunfälle beim damaligen Dorf Ratu Jaya, heute ein Stadtteil von Depok, in West-Java, Indonesien auf der damals eingleisigen Bahnstrecke Jakarta–Bogor.

## 1968
Am 20. September 1968 stießen hier ein Personenzug und ein Schnellzug zusammen. 116 Menschen starben.

## 1993
Ein Zug, KRL 520, kam am 2. November 1993 aus Richtung des Bahnhofs von Depok, während der KRL 531 von Citayam kam. Die Fahrdienstleiter der beiden benachbarten Bahnhöfe ließen ohne die erforderliche Verständigung jeweils einen Zug in entgegengesetzter Richtung die Strecke befahren. Bei dem daraus folgenden Zusammenstoß starben 20 Reisende. 100 Menschen wurden darüber hinaus verletzt. Die Fahrdienstleiter wurden zu je 3 Jahren Haftstrafe verurteilt. In der Folge wurde die Bahnstrecke zweigleisig ausgebaut.